# Gloria Oforiwaa
Gloria Adwoa Oforiwaa (auch: Gloria Foriwa; * 11. Mai 1981) ist eine ehemalige ghanaische Fußballspielerin.

## Karriere
Oforiwaa kam während ihrer Vereinskarriere für die Ghatel Ladies of Accra (2003–2007) und die Police Ladies (2008) zum Einsatz.
Die 173 cm große Angreiferin nahm mit der ghanaischen Nationalmannschaft („Black Queens“) an den Weltmeisterschaften 2003 und 2007 teil und bestritt dabei zwei Partien. Außerdem stand sie bei den Afrikameisterschaften 2000, 2004, 2006 und 2008 im Kader der Black Queens. Im April 2008 hatte Oforiwaa sieben Länderspiele bestritten und dabei einen Treffer erzielt.